# پرپاخروس بیدی

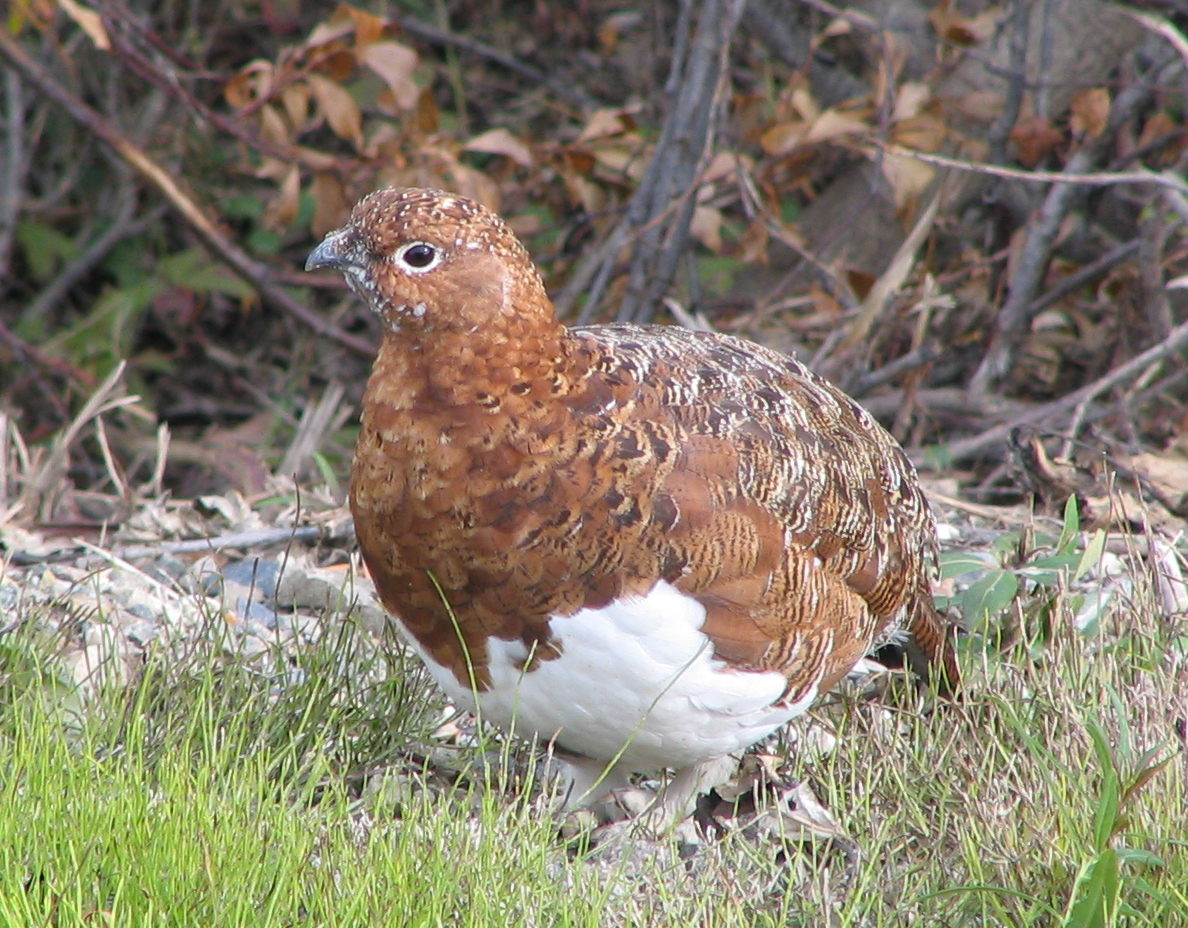
پرپاخروس بیدی پرنده ایالت آلاسکا

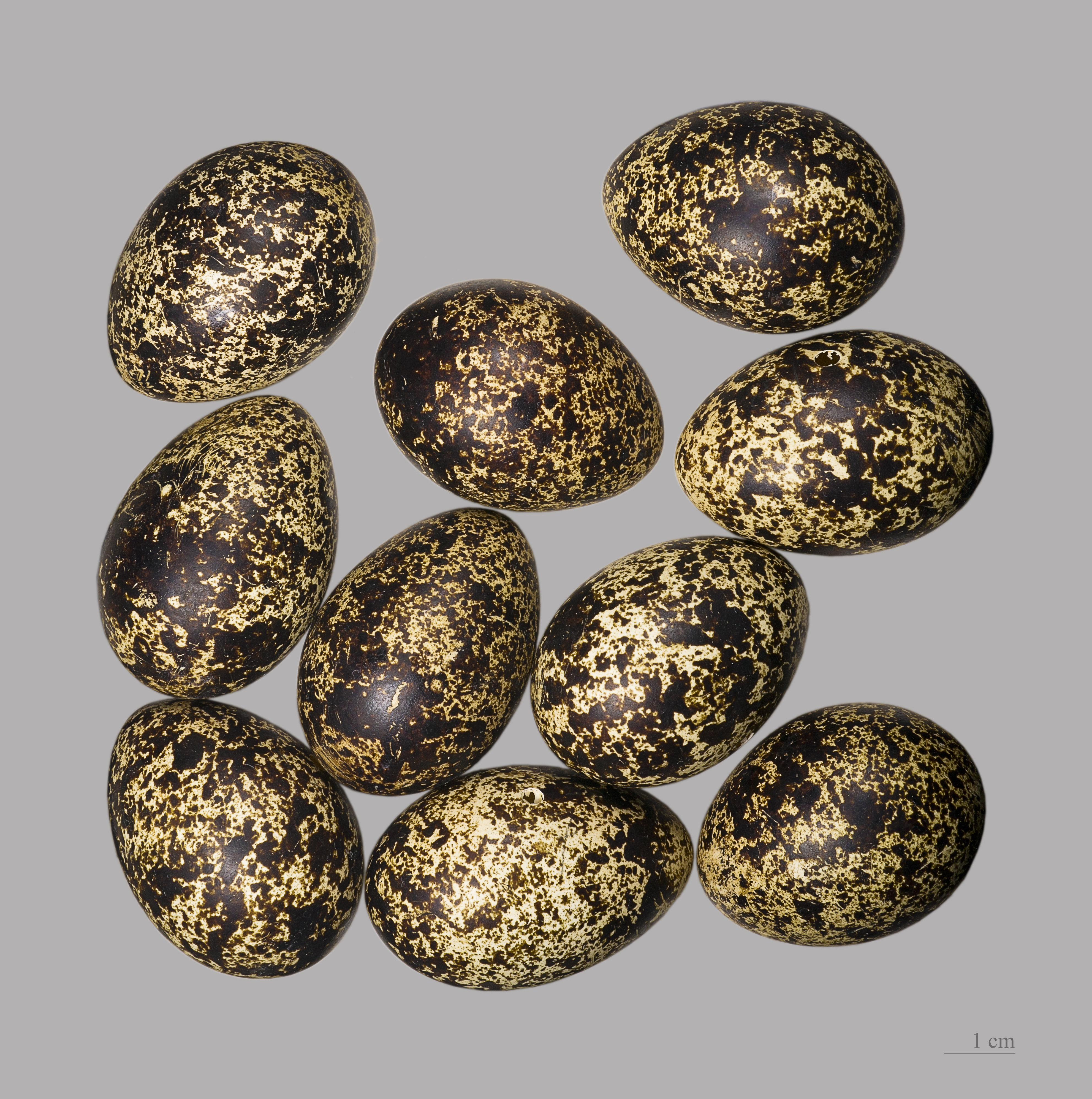
Lagopus lagopus lagopus

پرپاخروس بیدی یا باقرقره پرپای بیدی پرنده ایالات آلاسکا است. این پرنده در سردترین مناطق آمریکای شمالی زندگی می‌کند. همچنین در مناطقی از اسکاتلند، اسکاندیناوی، سیبری زندگی می‌کند. این پرنده نشان ایالت آلاسکا می‌باشد.

## ویژگی‌ها
پرپاخروس بیدی در فصل تابستان به رنگ قهوه‌ای با یک رنگ مایل به قرمز در گردن و رنگ‌های تیره در دم و بالاها تغییر شکل می‌دهند و در فصل زمستان کاملاً به رنگ سفید تغییر می‌کنند.

## نگارخانه

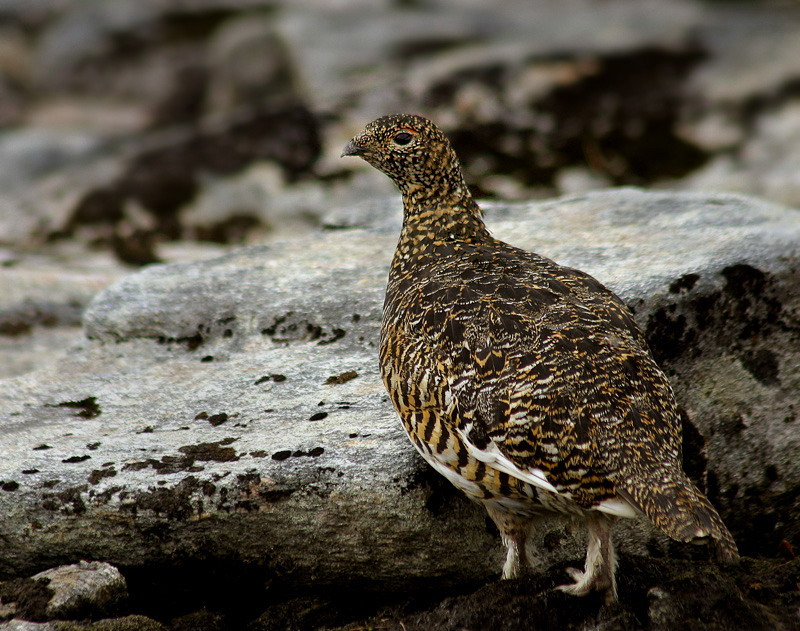
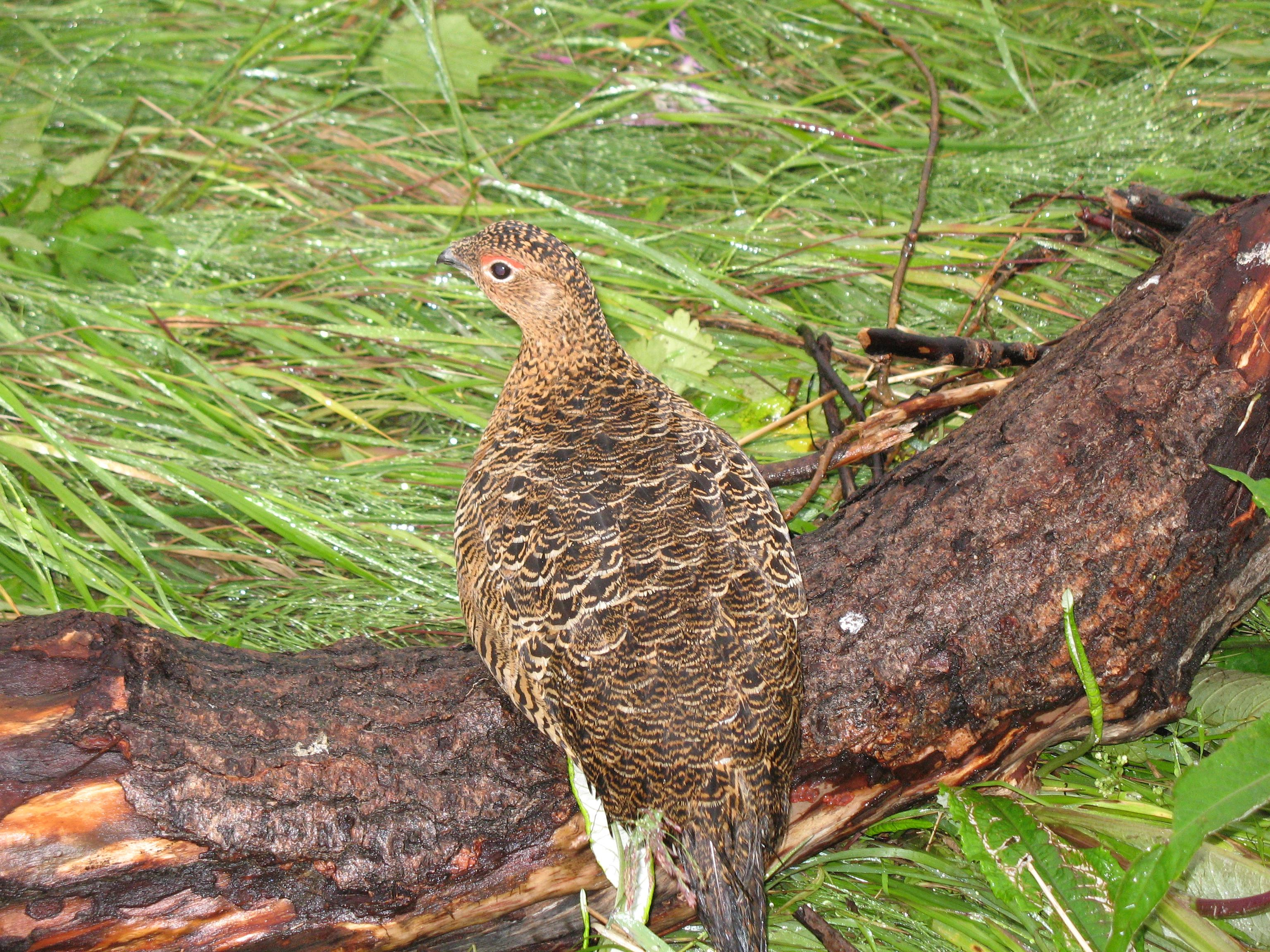
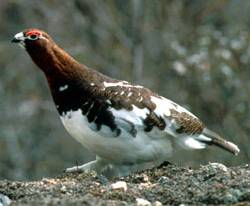
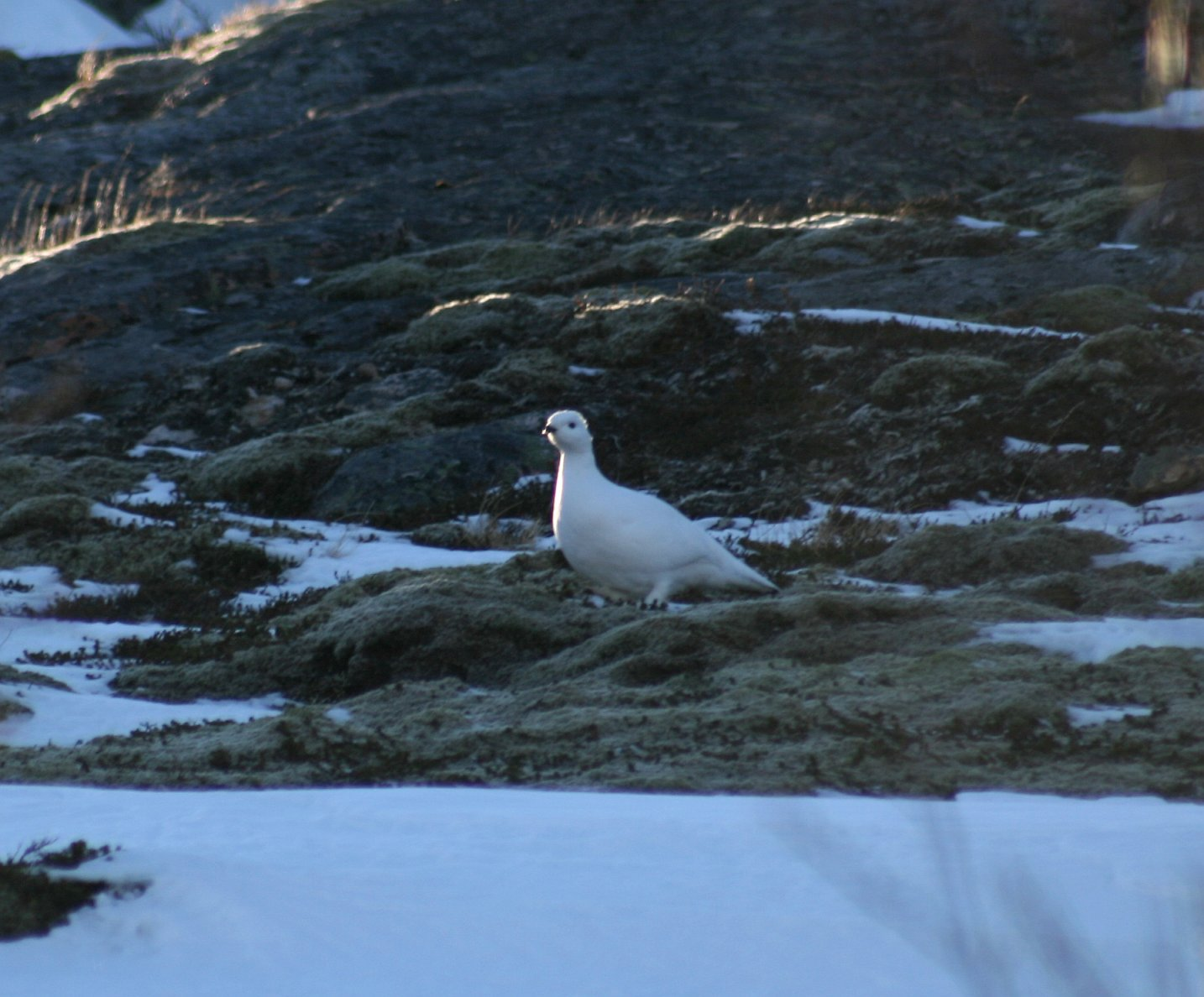
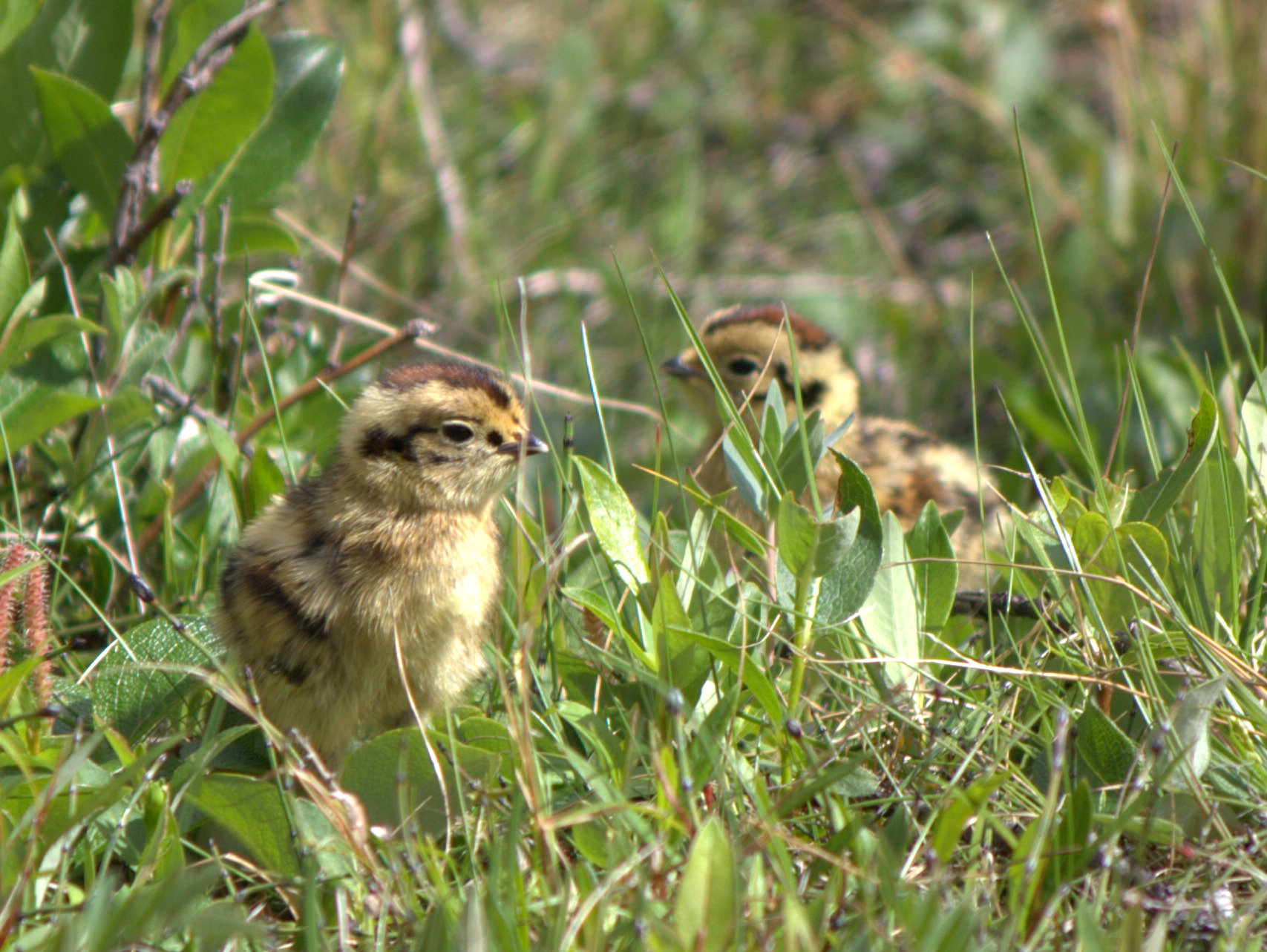
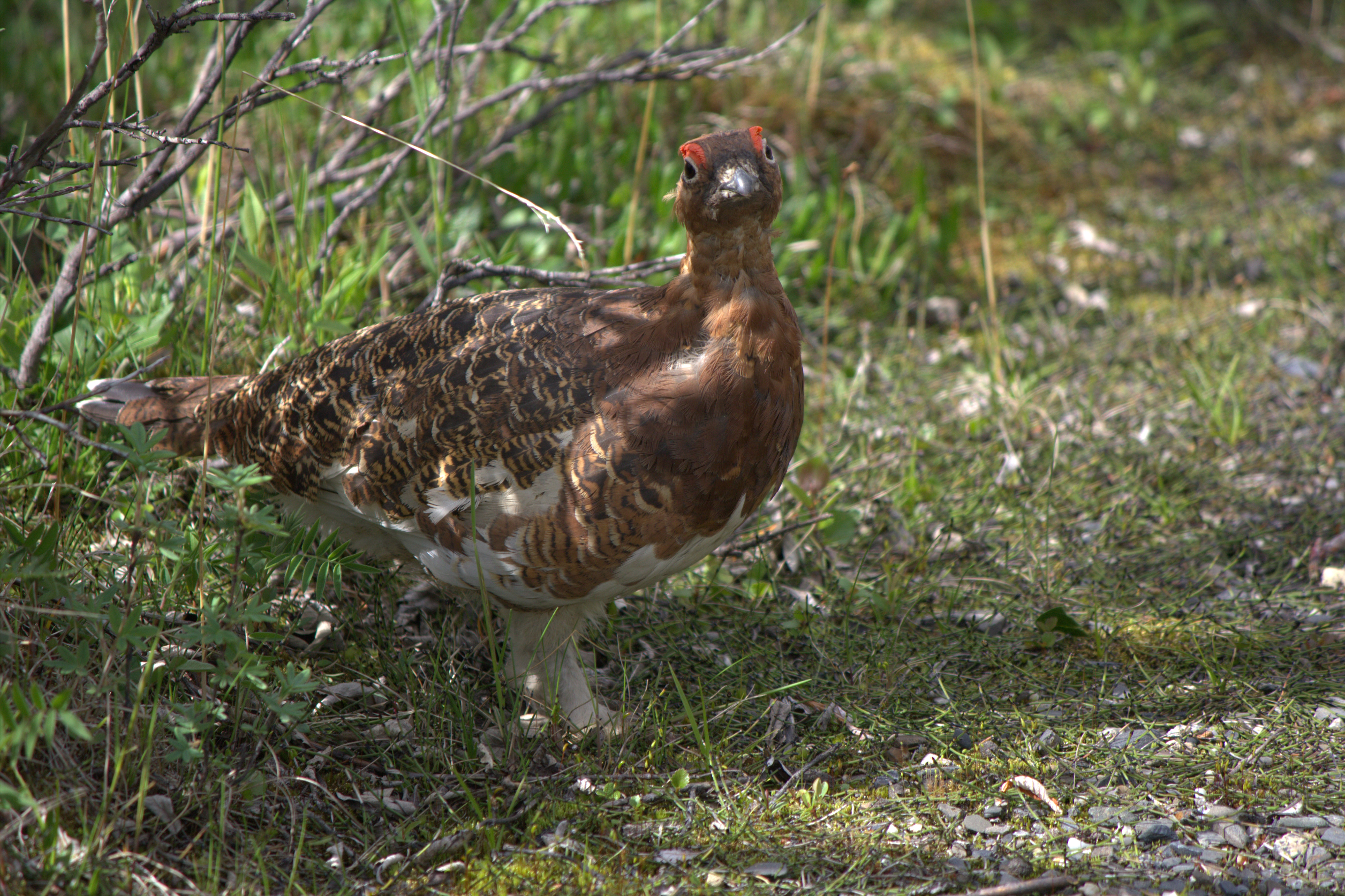